# Болгарский национальный союз «Новая демократия»
Болгарский национальный союз «Новая демократия» (болг. Български национален съюз „Нова демокрация“) — ультранационалистическая болгарская партия из Софии. Его председателем является Боян Расате. Штаб-квартира находится по адресу: бульвар «Стефана Стамболова» № 5, в центре Софии.

## Парламентские выборы

### 2014 год
На досрочных парламентских выборах 2014 года партия участвовала с бюллетенем № 3.
При явке 48,66% избирателей и 100% обработанных протоколах партия получила поддержку 0,17% (или 5559 голосов).

### 2022 год
В парламентских выборах 2022 года партия участвовала с бюллетенем № 16.